# Heteroonops
Heteroonops är ett släkte av spindlar. Heteroonops ingår i familjen dansspindlar.
Kladogram enligt Catalogue of Life:
| Heteroonops | \| \| Heteroonops colombi \| \| \| \| \| \| Heteroonops spinimanus \| \| \| \| |
|             | \| \| Heteroonops colombi \| \| \| \| \| \| Heteroonops spinimanus \| \| \| \| |
|             | Heteroonops colombi                                                            |
|             |                                                                                |
|             | Heteroonops spinimanus                                                         |
|             |                                                                                |